# روزالین فیربانک
 روزالین فیربانک (انگلیسی: Rosalyn Fairbank؛ زاده ۲ نوامبر ۱۹۶۰) یک تنیس‌باز اهل آفریقای جنوبی است.